# Marksuhl

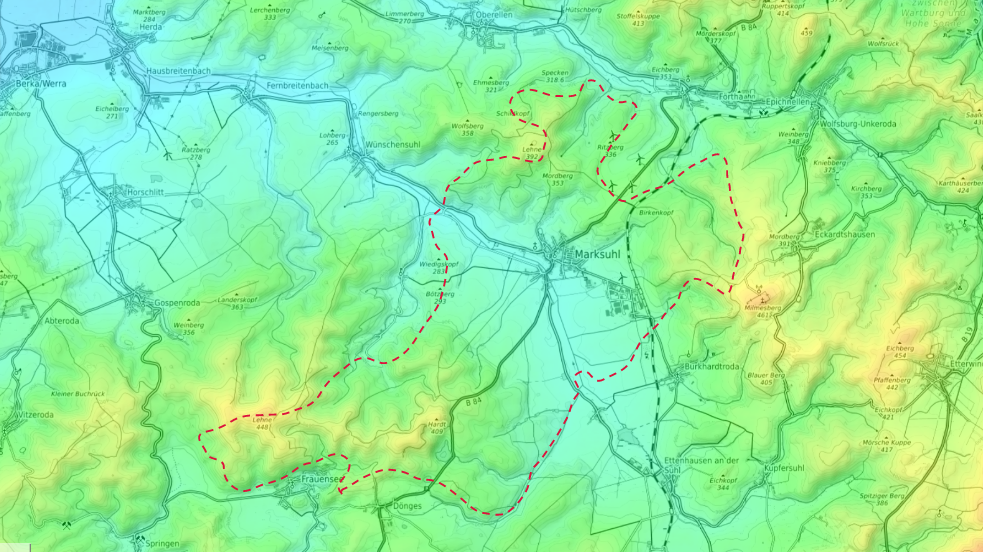
Topographische Karte mit der Gemarkung Marksuhl

Marksuhl ist ein Ortsteil der Gemeinde Gerstungen im Wartburgkreis in Thüringen.

## Geografie
Marksuhl liegt in zentraler Lage im Wartburgkreis, 10 km südwestlich Eisenachs, 11 km nordwestlich der Kreisstadt Bad Salzungen und 11 km südöstlich Gerstungens.
Naturräumlich liegt Marksuhl im Tal der Suhl in einem Buntsandsteinhügelland, genauer zwischen Oberellener und Frauenseer Hügelland, die den nördlichen Teil des Salzunger Werraberglands bilden. Im Nordosten schließt sich an dieses der Thüringer Wald an.

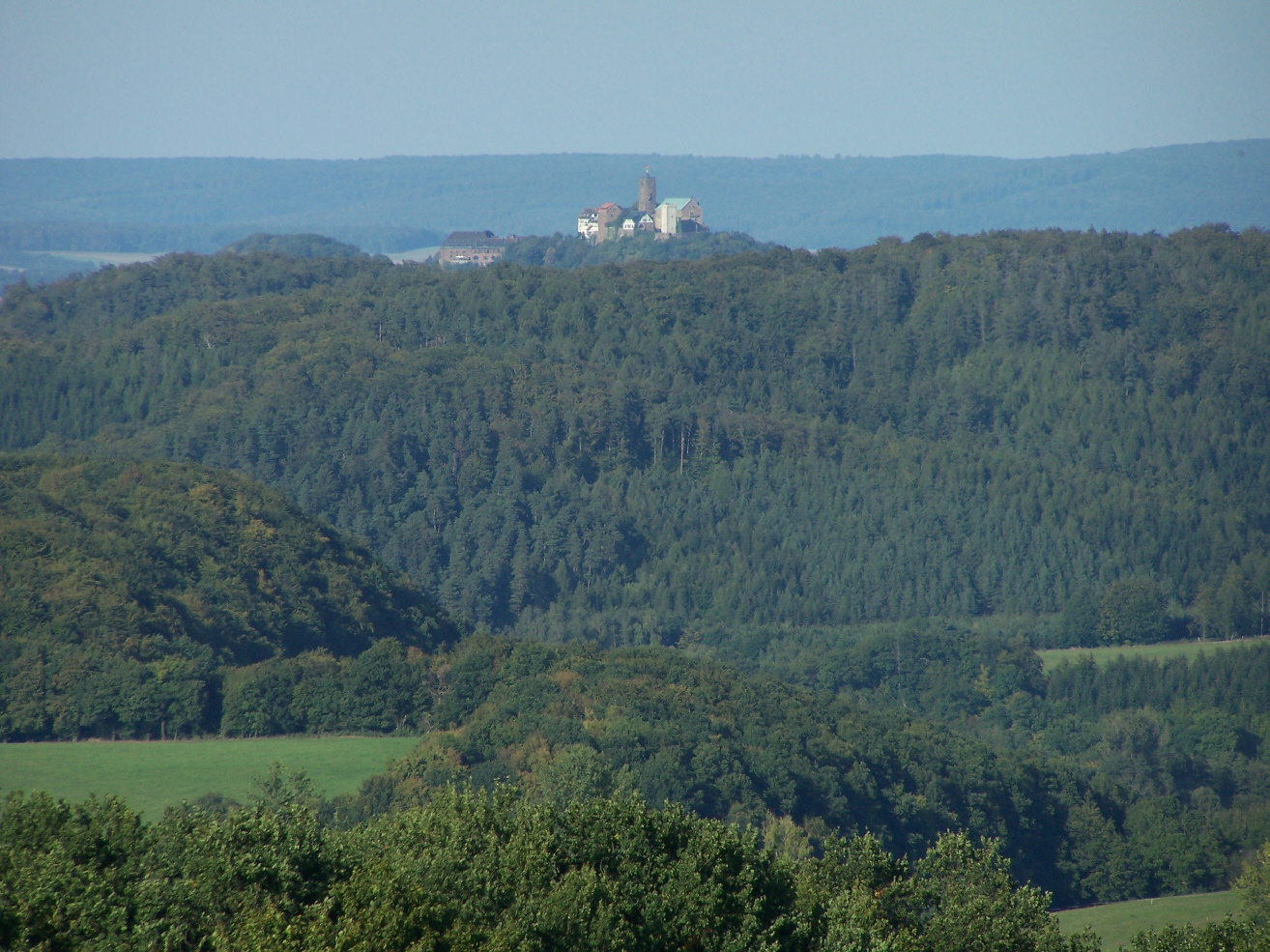
Blick vom Milmesberg zur Wartburg

Der mit 232 m tiefste Punkt der Gemarkung Marksuhl befindet sich an der Suhl westlich des Baueshofes, der höchste mit 448 m im Süden auf dem Lehnberg im Frauenseer Forst, in dem sich auch der Berg Die Harth (409,1 m ü. NN) befindet. Im Norden verläuft der Sallmannshäuser Rennsteig über die Höhen des Obereller Hügellands, er fällt dabei über einen Ausläufer des Milmesbergs von 420 m auf 310 m Passhöhe am Birkenkopf ab, um dann über den Mordberg (353,6 m ü. NN) wieder auf 375 m an der Lehne anzusteigen.

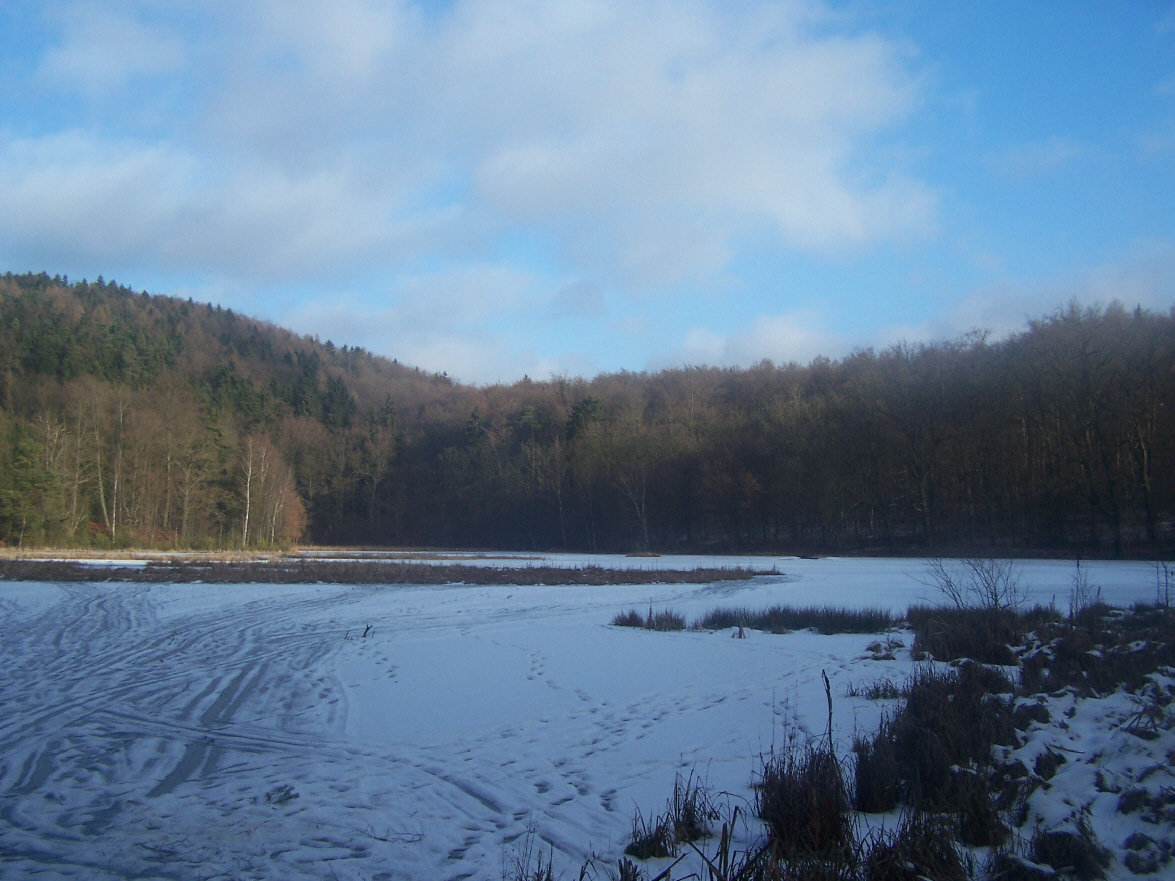
Am vereisten Albertsee

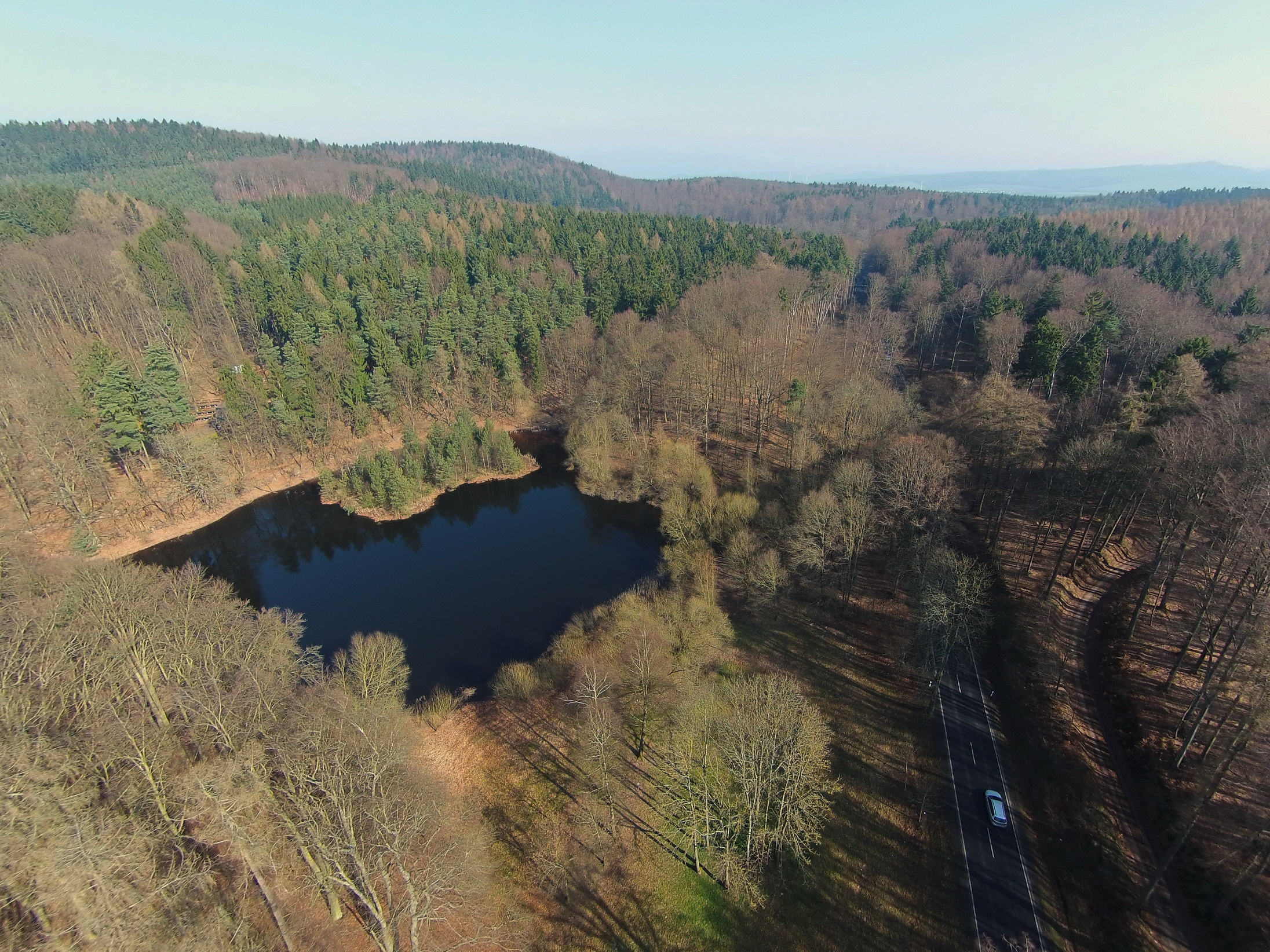
Hautsee von Süden, links Die Hardt, im Hintergrund das Obereller Hügelland

Die Suhl durchfließt die Gemarkung auf 4 km von Südsüdost kommend. Im Ort biegt sie nach Nordwest ab. Ihr fließen zahlreiche Bäche und Rinnsale zu, darunter von links der Eichbach, der Hammelbach, der Rommelbach und von rechts Hahngrund und Zimmergraben. Zu Marksuhl gehören der Hautsee mit schwimmender Insel und der benachbarte Albertsee.
Das Gemeindegebiet östlich des Bahndamms der Werrabahn ist Teil des Naturparks Thüringer Wald. Im Süden ist das Gemeindegebiet Teil des FFH-Gebiets Erdfallgebiet Frauensee, mit dem NSG Dolinenhänge, das ein Totalreservat am Südhang des Lehnbergs umfasst, in dem keinerlei Bewirtschaftung erlaubt ist. Der Hautsee ist seit 1977 ein Naturdenkmal.

## Geschichte

### Mittelalter
Im 6. Jahrhundert war die Gegend Marksuhls wahrscheinlich vollständig bewaldet, kaum bis nicht besiedelt und gehörte sicherlich zum Herrschaftsbereich des Thüringer Königreichs. Dessen Siedlungszentren lagen in fruchtbaren Gefilden, unter anderem im Thüringer Becken mit seinen Schwarzerdeböden und verhältnismäßig warm-trockenem Klima. Dies ermöglichte die Versorgung nichtbäuerlicher Eliten (Handwerker, vor allem aber Krieger). Die Verortung des Thüringer Königreichs basiert unter anderem auf der Beschreibung der Schlacht zwischen den Merowingern und den Thüringern durch Gregor von Tours, die 531 ad Onestrudem fluvium, also an der Unstrut stattgefunden haben soll. Ab diesem Zeitpunkt wird Thüringen zum Merowingerreich gerechnet, die Thüringer mussten an dieses Steuern (Tribut) entrichten. Die kulturelle und machtpolitische Durchdringung Thüringens von Westen her verstärkte sich unter den Karolingern ab dem 8. Jahrhundert, welche mit der Missionierung durch angelsächsische Mönche einherging (Willibrord und insbesondere Bonifatius). Die Mönche gründeten Klöster im Schutze merowingisch/karolingischer Burgen (Fulda 744, Hersfeld 769) entlang der Buchonia (Fulda-Werra-Bergland, Rhön), der Grenzzone zu Thüringen. Durch Schenkungen der Könige und der Eliten (dem Adel) verfügten diese Klöster bald über riesigen Landbesitz in Thüringen, der verwaltet, planmäßig entwickelt, besiedelt und kultiviert wurde. Dies geschah in den folgenden Jahrhunderten, auch durch Vergabe von Lehen, vorrangig entlang der Flussniederungen, so auch der Werra und Suhl. Bereits 744 soll Karlmann sein Eigengut Gerstunge (Gerstungen) dem Kloster Fulda überlassen haben. Hinzutreten konnten Bergbau und Verhüttung von zugänglichen Erzlagern, wie dies früh in Eckardtshausen und Kupfersuhl der Fall war.
Nach Regesten von Urkunden des 8. und 9. Jahrhunderts schenkt ein gewisser Berthlip dem Kloster Fulda Güter in Berhoha (Berka) und Sulaha, welches einen Ort an der Suhl bezeichnet haben wird. Die um 900 mit Sulaha in Urkunden des Klosters Fulda verzeichneten Abgaben und Rechte sind noch gering.
Die sichere Erstnennung Marksuhls liegt mit einer Urkunde über den Verkauf der villam Marksula ac idaginem dictum Barcardrode (das Dorf Marksuhl mit dem Gut Burkhardtroda) 1306 durch den Landgraf von Thüringen Albrecht II. an Ludwig von Frankenstein mit Zustimmung des Abtes von Fulda vor.
Bedeutung erlangte das von ausgedehnten Wäldern umgebene Marksuhl durch die Stadtgründung Eisenachs und den im 13. Jahrhundert erfolgten Bau der Vachaer Werrabrücke. Marksuhl wurde damit zum bevorzugten Rastplatz und Etappenort an der Vachaer Straße. Im Jahr 1440 wurde der Ort als Margtsula urkundlich erwähnt. Die Herren von Herda wurden ab 1447 mit Gütern in Marksuhl belehnt, sie hatten dafür das Geleit auf den Handelsstraßen nach Eisenach zu sichern. Marksuhl gehörte in dieser Zeit zum Amt Creuzburg in der Landgrafschaft Thüringen. Die Baumeister Heinrich Winter und Hans Gnüge übernahmen 1454 den Bau des Kirchturmes der Sankt-Hubertus-Kirche Marksuhl. 1463 wurden für diesen zwei Glocken bei einem Apoldaer Glockengießer bestellt. Das Kirchenschiff soll wegen fehlender Mittel erst 1480 angebaut worden sein.
Nach der Leipziger Teilung 1485 gehörte Marksuhl zum großen Kursachsen (bis zur Wittenburger Kapitulation Kurfürst Johann Friedrichs I. 1547). Der zunehmende Warenverkehr auf der Vachaer Straße war von großer Bedeutung für die Siedlung und deren wirtschaftliche Grundlage. Die zahlreichen steilen Anstiege nördlich und südlich des Dorfes erforderten mehrfache Fuhr- und Vorspanndienste, sodass sich Wagner, Schmiede, Seiler, Sattler, Gerber und andere Handwerker ansiedelten. Die Eintreibung der Straßenzölle und Geleitsabgaben hatte der Marksuhler Dorfschulze zu betreiben. Das Geleitshaus war das erste Amtsgebäude im Ort. Als Namen der zahlreichen Wirtshäuser sind überliefert: Goldener Engel, Goldene Krone, Zum Hirsch, Halber Mond, Goldener Stern und Grüner Baum. Zudem besaß die Marksuhler Bevölkerung eine Gemeindeschenke und einen Weinkeller. Um die Kranken und Verletzten zu versorgen, entstand am Ortsrand ein Siechenhaus.

### Frühe Neuzeit
Um 1530 wurde die Marksuhler Kirchgemeinde lutherisch. Die ersten Pfarrer waren Heinrich Wahn, Balthasar Wilhelm und Bernhard Lengsfeld. In die heftigen theologischen Auseinandersetzungen um die Ideen des Matthias Flacius wurde auch der Marksuhler Pfarrer Andreas Thomeyer verstrickt und seines Amtes enthoben.
Nach der Erfurter Teilung (1572) des nach 1547 verbliebenen ernestinischen Herzogtums gehörte Marksuhl zum Herzogtum Sachsen-Coburg-Eisenach, das ab 1586 von Johann Casimir von Coburg aus regiert wurde. Dessen jüngerer Bruder Johann Ernst erhielt für sich Einkünfte aus mehreren Ämtern des Eisenacher Landesteils. 1589 beauftragte Johann Casimir den Baumeister Michael Frey aus Gotha mit dem Bau eines Schlosses in Marksuhl. Das repräsentativ gestaltete Schloss war 1592 fertiggestellt und wurde Wohnsitz Johann Ernsts und seiner Frau Elisabeth von Mansfeld. Elisabeth und der neugeborene Sohn starben im April 1596 im Schloss und wurden am 20. Mai in der Nikolaikirche in Creuzburg begraben. Johann Ernst einigte sich im Dezember 1596 nach langem Streit mit seinem Bruder auf eine Teilung des Fürstentums. Er erhielt den Eisenacher Landesteil mit Creuzburg, Marksuhl, Volkenroda, Gerstungen, dem halben Amt Breitenbach, Krayenberg, Salzungen und Allendorf, dazu die Exklaven Lichtenberg, Ostheim und das halbe Amt Allstedt. Er bezog 1598 nach erfolgten Erweiterungs- und Umbauten seine Residenz in Eisenach. Das Schloss Marksuhl wurde als Jagd- und Amtshaus genutzt und erhielt 1613 ein neues Jagdzeughaus.
Während des Dreißigjährigen Krieges wurde Marksuhl schwer heimgesucht. 1634 brach eine Fieberepidemie aus, die 139 Tote forderte. 1635 folgte die Pest mit mehr als 150 Toten. Mehrfach wurde der Ort im Kriegsverlauf überfallen und angezündet, die Bewohner flohen über Monate in die Wälder, es folgten Hungersnöte bis 1639 kaum noch Einwohner in Marksuhl anzutreffen waren. Nach dem Krieg waren von 163 Wohnhäusern nur noch 31 bewohnt, nur 44 Männer waren am Leben geblieben, der Viehbestand war aufgezehrt. Die Marksuhler Kirche war noch um 1660 in einem schlechten Bauzustand, erst 1667 erfolgte eine umfassende Renovierung im Inneren sowie eine Erweiterung des Kirchenschiffs nach Westen.

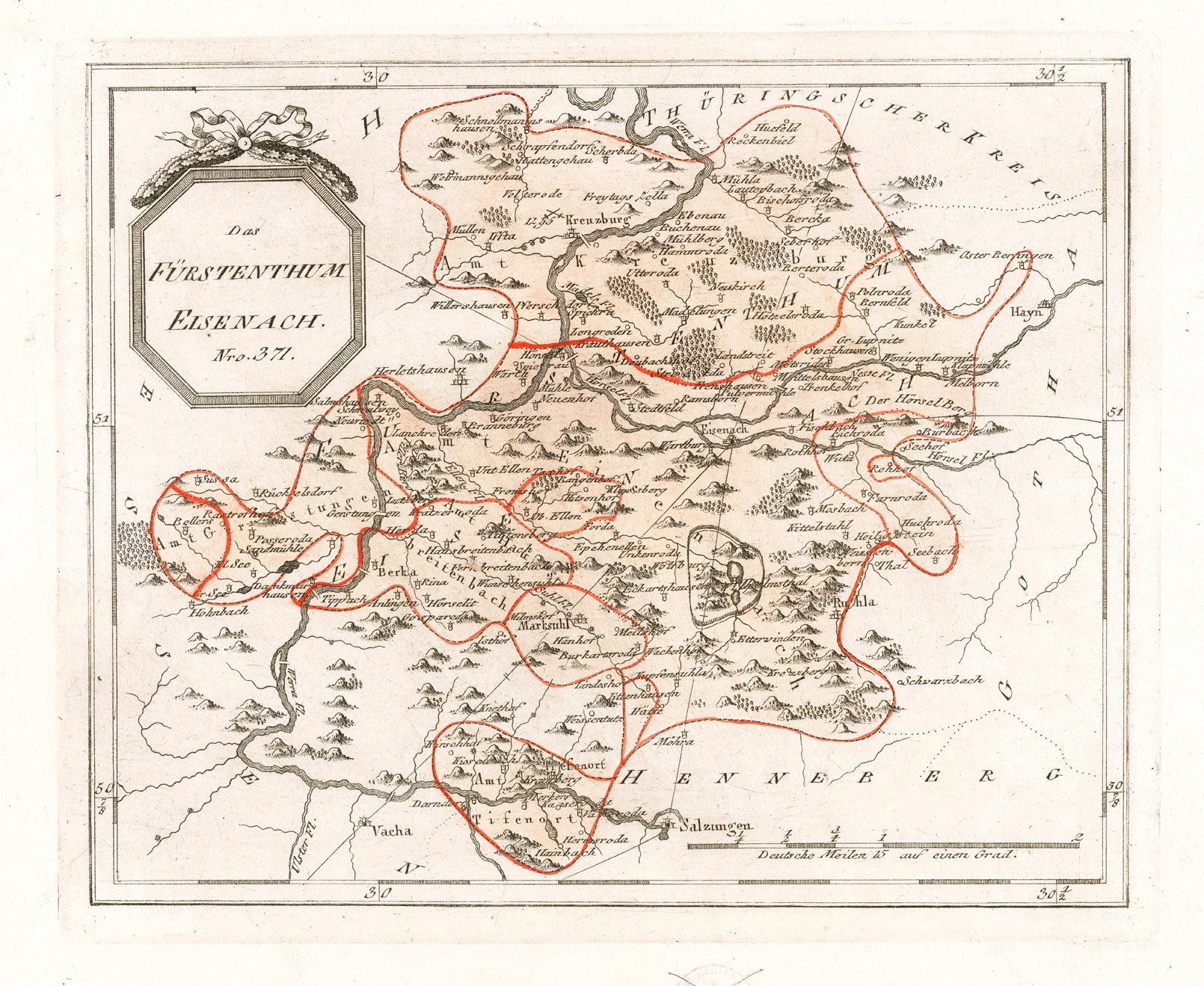
Sachsen-Eisenach um 1720

Ab 1662 bewohnte der jagdliebende Herzog Johann Georg I. das Marksuhler Schloss. Als er das Fürstentum Eisenach erbt, zieht er 1672 in die Residenzstadt Eisenach um.
Um 1700 besaß der Marksuhler Marktplatz eine außergewöhnliche Sehenswürdigkeit – die in der Mitte des Platzes angepflanzten Lindenbäumchen waren als Tanzlinde hergerichtet worden, die Zweige überdeckten den größten Teil des Marktplatzes. Im Jahre 1736 wurde zwischen dem Schloss und der Kirche eine überdachte hölzerne Verbindungsbrücke errichtet, diese ermöglichte es die adeligen Kirchenlogen ohne Kontakt zur Bevölkerung aufzusuchen.
Die erste Wollspinnerei-Manufaktur entstand 1758 in Marksuhl.

### Neuere Neuzeit
1813 begann der Ausbau der Marksuhler Straßen in Richtung Förtha–Eisenach und Dönges–Vacha. Hierzu wurde der Steinbruch in der Stopfelskuppe bei Förtha ausgeweitet. Die Marksuhler Chaussee erleichterte den Verkehr in das Eisenacher Oberland beträchtlich.
Ab 1819 wurde in Marksuhl eine Garnison mit 200 Soldaten begründet, die Kaserne befand sich am südlichen Ortsrand. 1827 wurde in der Nähe ein Militärmanöver durchgeführt im Beisein Großherzogs Karl August und seiner Staatsgäste aus Sachsen-Meiningen und Hessen-Philippsthal-Barchfeld.
1833 wurde eine Textilfabrik (Zeugmacherei) und an der Kaserne ein Ziegelbrennofen erbaut.
Mit dem Bau der Werrabahn bekam Marksuhl 1858 einen Bahnanschluss. Zum Bau wurde ein Basaltsteinbruch am Weg nach Förtha erschlossen. (Heute ein als Pflasterkaute bezeichnetes geologisches Naturdenkmal.) Am Marksuhler Bahnhof wurde für anreisende Staatsgäste von Jagdschloss Wilhelmsthal ein "Fürstenbahnhof' eingerichtet.
Für das Thüringische Forstamt Wilhelmsthal mussten während des Zweiten Weltkrieges 70 bis 90 Kriegsgefangene Zwangsarbeit verrichten, sie waren im Marstall des Schlosses untergebracht. Zudem mussten 33 Frauen und Männer bei Bauern in Marksuhl und Umgebung arbeiten.

### Gemeinde Marksuhl zwischen 1994 und 2018
Zur Gemeinde Marksuhl gehörten:

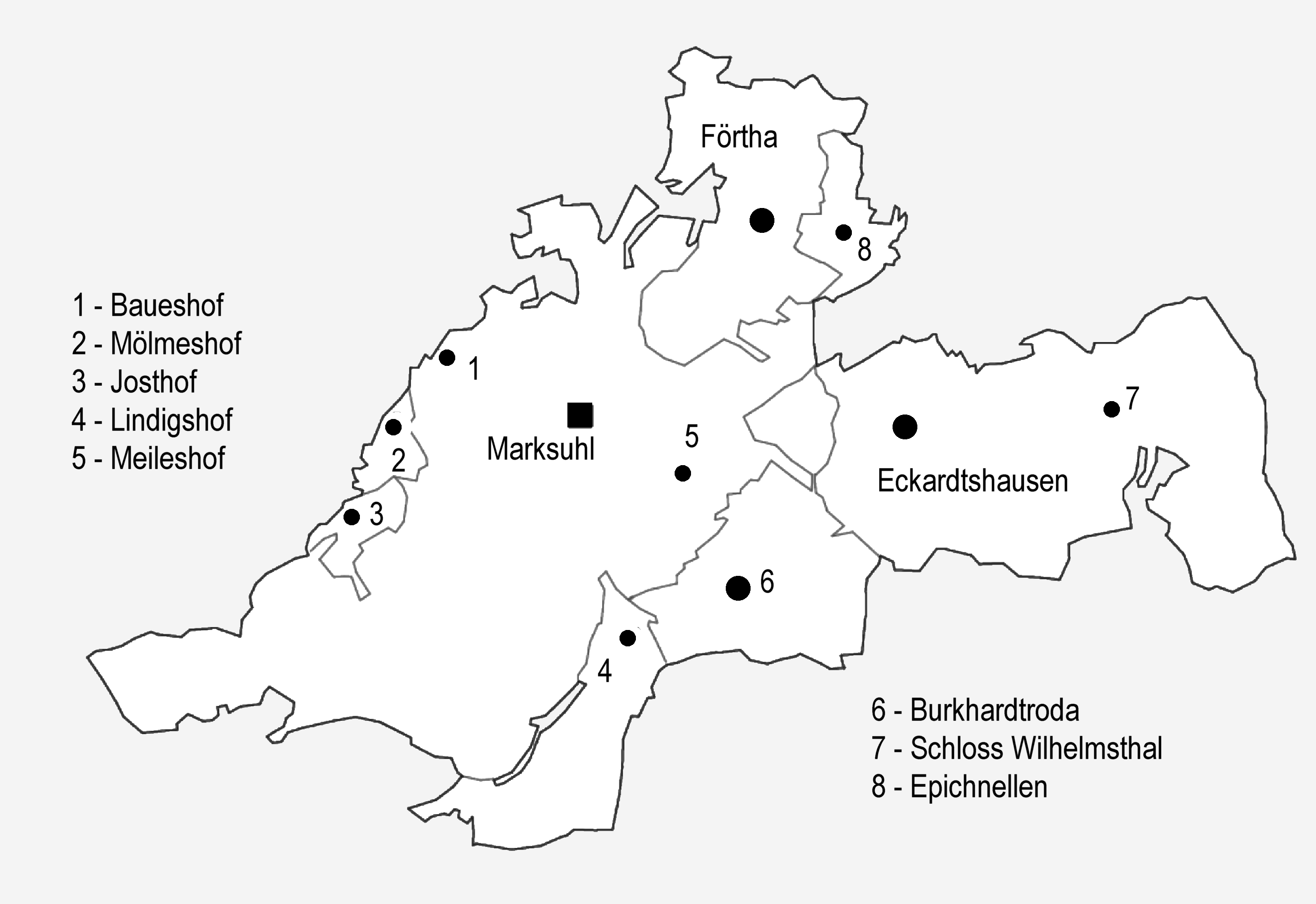
Ehemalige Gemeindegliederung

- Marksuhl mit den Kleinsiedlungen Baueshof, Lindigshof, Josthof, Meileshof und Mölmeshof
- Burkhardtroda ab 1994
- Eckardtshausen mit Wilhelmsthal ab 1996
- Förtha mit Epichnellen ab 1996

Entwicklung der Einwohnerzahl der ehemaligen Gemeinde:
| - 1994: 18941 - 1995: 1881 - 1996: 34472 - 1997: 3438 - 1998: 3454 - 1999: 3402 | - 2000: 3390 - 2001: 3351 - 2002: 3315 - 2003: 3283 - 2004: 3259 - 2005: 3232 | - 2006: 3181 - 2007: 3147 - 2008: 3129 - 2009: 3080 - 2010: 3032 - 2011: 2991 | - 2012: 2912 - 2013: 2848 - 2014: 2830 - 2015: 2825 - 2016: 2784 - 2017: 2754 |

Datenquelle: Thüringer Landesamt für Statistik (Stichtag 31. Dezember); 1Eingemeindung Burkhardtroda, 2Eingemeindung Eckardtshausen und Förtha
Der Gemeinderat hatte 16 Sitze (Kommunalwahl 2014), davon CDU 2, Die Linke 2, Unabhängige Bürgerbewegung (UBB) 3, Bürger für die Gemeinde 7. Hauptamtlicher Bürgermeister war von 1990 bis zur Gemeindeauflösung Martin Trostmann, bei der Kommunalwahl 2014 erhielt er 89,2 % der Wählerstimmen.
Marksuhl war vom 23. Mai 1996 bis zum 6. Juli 2018 erfüllende Gemeinde für die Gemeinden Ettenhausen an der Suhl und Wolfsburg-Unkeroda.
Am 6. Juli 2018 wurde die Gemeinde Marksuhl aufgelöst und in die Gemeinde Gerstungen eingegliedert.

## Politik

### Ortsteilbürgermeister
1. Martin Trostmann
2. Heiko Ißleib (Kommunalwahl am 5. Juli 2020)[16][17]
3. Cliff Börner (Kommunalwahl am 26. Mai 2024)[18]

### Wappen
| | Blasonierung: „Gespalten von Rot und Silber; vorn ein silberner spitz bedachter Turm mit Erkertürmchen, hinten ein roter Kuppelturm mit aufgesetztem kleinen beknauften Kuppeltürmchen.“ |
| Wappenbegründung: In der Symbolik des Wappens wurde auf die ortsbildprägenden Baulichkeiten des Dorfes Marksuhl, den Kirch- und Schlossturm zurückgegriffen. Das Wappen wurde am 25. Mai 1993 ministeriell genehmigt. | |

## Sehenswürdigkeiten
- Schloss Marksuhl
- Kirche St. Hubertus

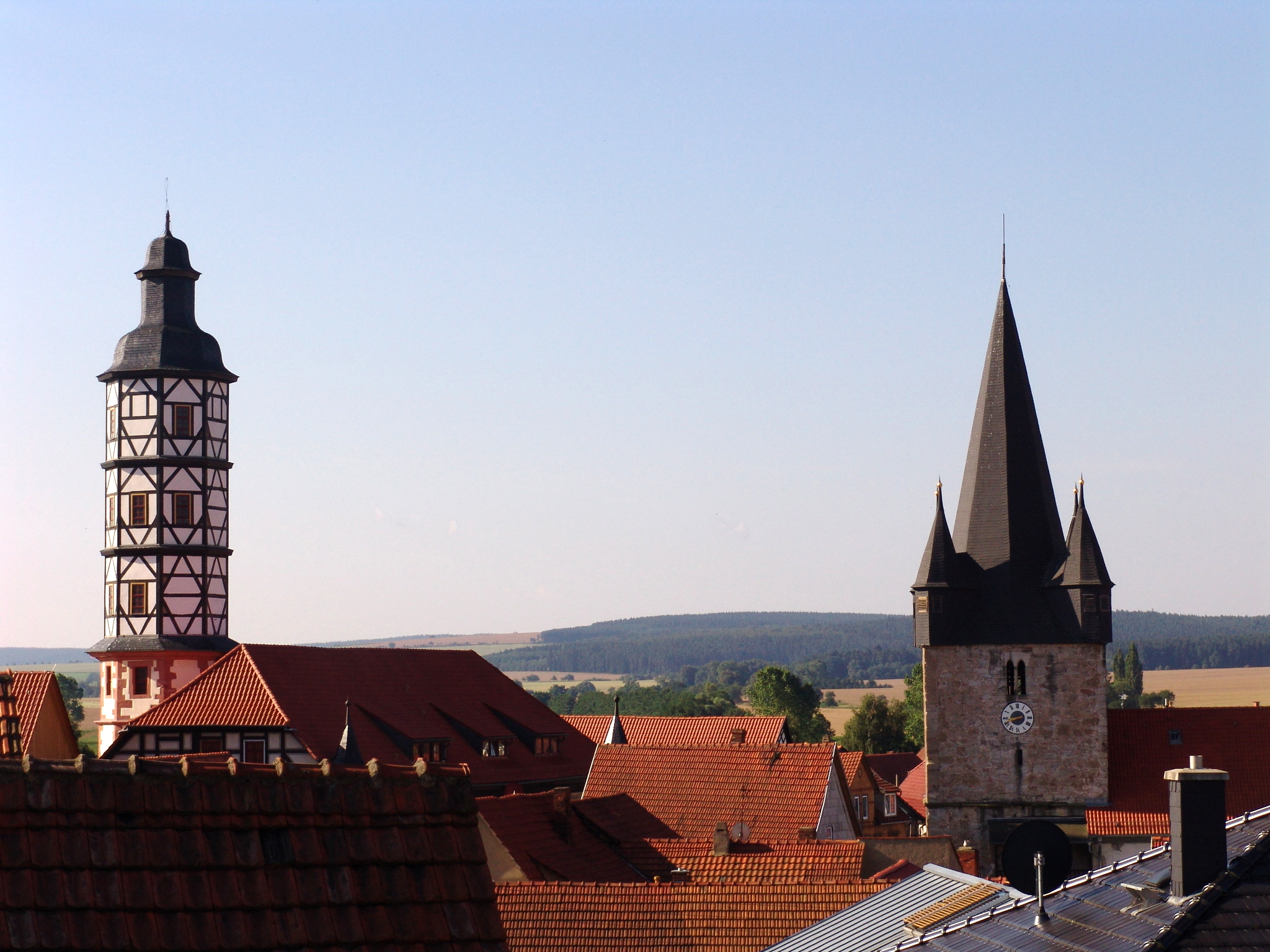
Blick über Marksuhl
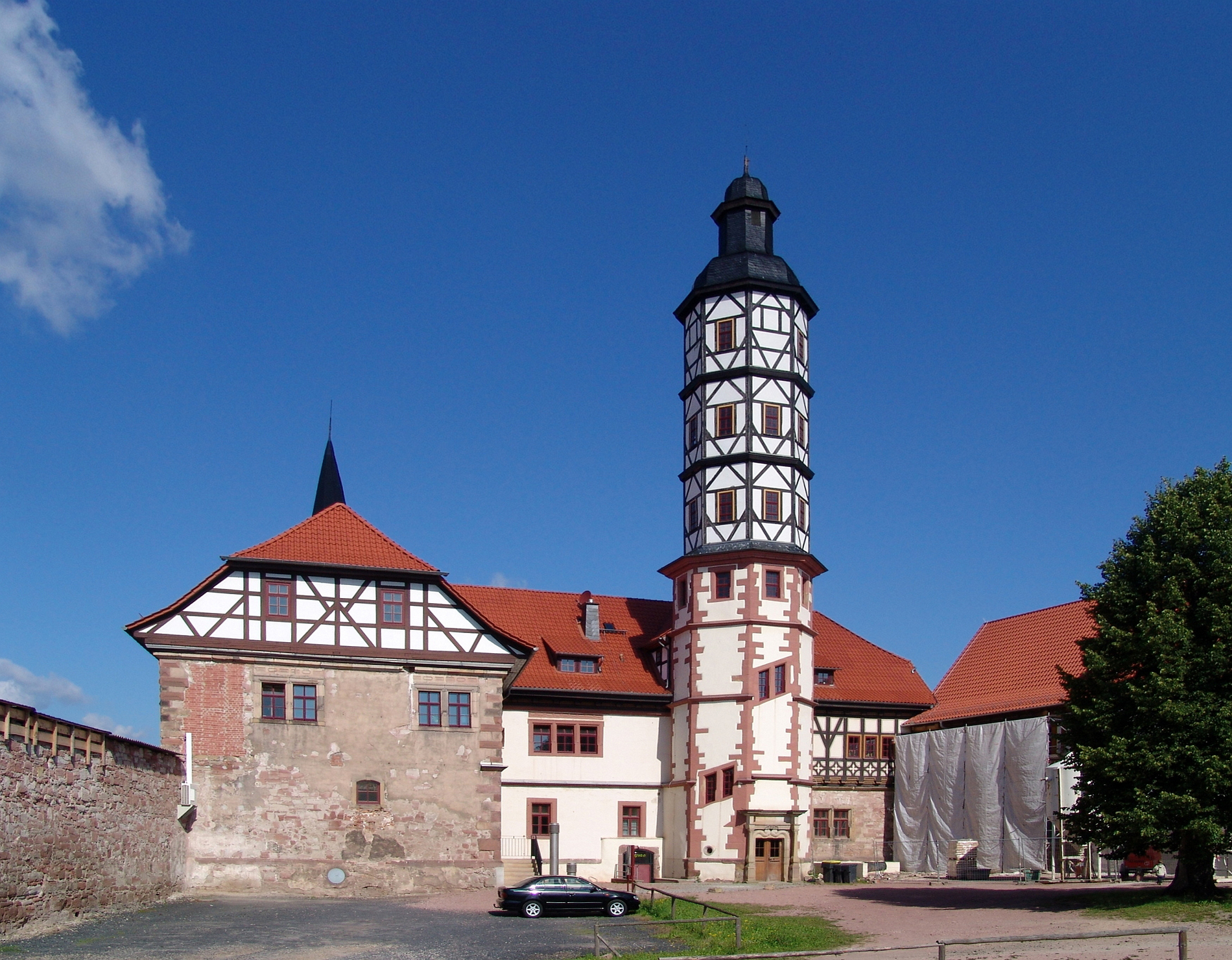
Das 1581–1591 erbaute Renaissanceschloss
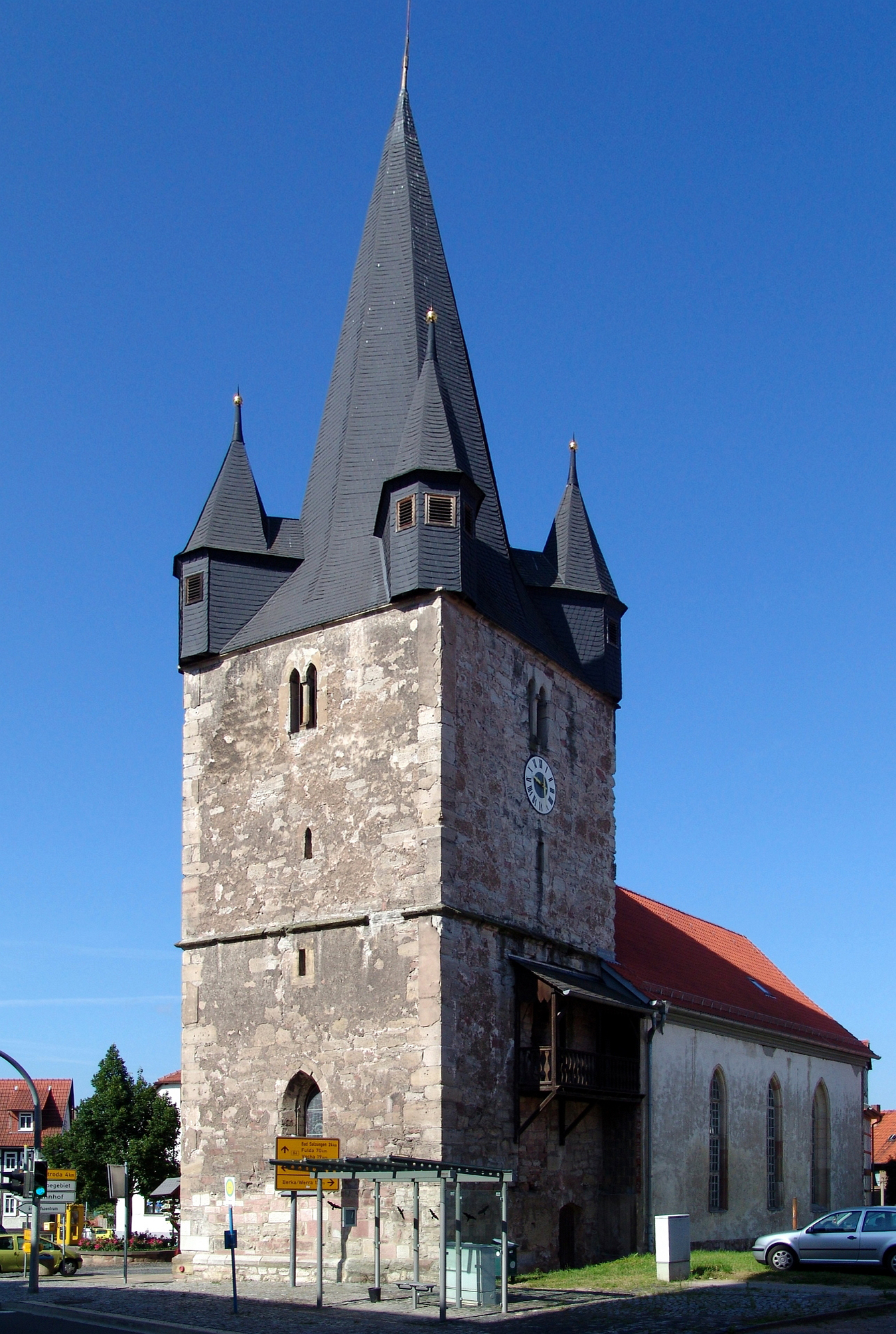
Kirche St. Hubertus mit Kirchturm von 1453
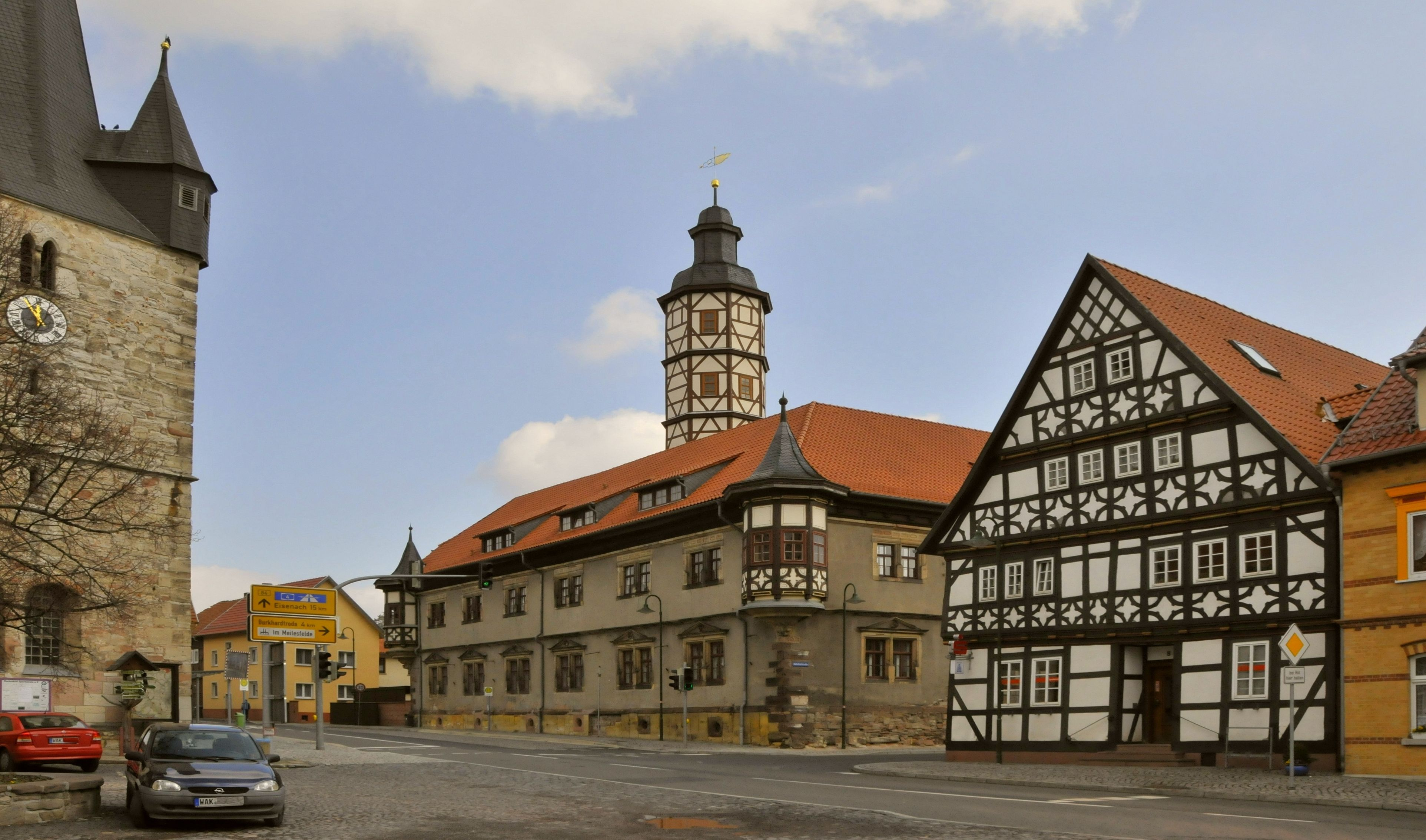
Schloss mit Kirche

## Wirtschaft und Infrastruktur

### Gewerbegebiet „Im Meilesfelde“
Das Gewerbegebiet wurde 1990 ausgewiesen und umfasste 20,48 Hektar. Im September 2023 beschloss der Gemeinderat die Westerweiterung II. Unter anderem sind dort folgende Unternehmen angesiedelt:
- Hirschvogel Group (Hirschvogel Eisenach und Hirschvogel Aluminium GmbH); Die Hirschvogel Group hat weltweit rund 6.500 Mitarbeitende. Der Gesamtumsatz lag 2023 bei 1,5 Milliarden Euro. Das Werk in Marksuhl hat rund 700 Beschäftigte und seit 2018 ein Ausbildungszentrum; produziert werden Fahrwerkskomponenten für Automobilhersteller
- FMT Produktions-GmbH & Co. KG; produziert wird Fernmeldetechnik
- Ruhlamat GmbH; produziert werden Automatisierungstechnik, Sonder- und Serienmaschinen
- Agrargenossenschaft Marksuhl eG

### Öffentliche Einrichtungen
Marksuhl ist Sitz eines Forstamts der ThüringenForst – AöR, unter Aufsicht des Thüringer Ministeriums für Infrastruktur und Landwirtschaft. Seine Zuständigkeit umfasst im Wesentlichen die Forste der Gemeinden Werra-Suhltal, Gerstungen, Eisenach und Ruhla.

### Bildung

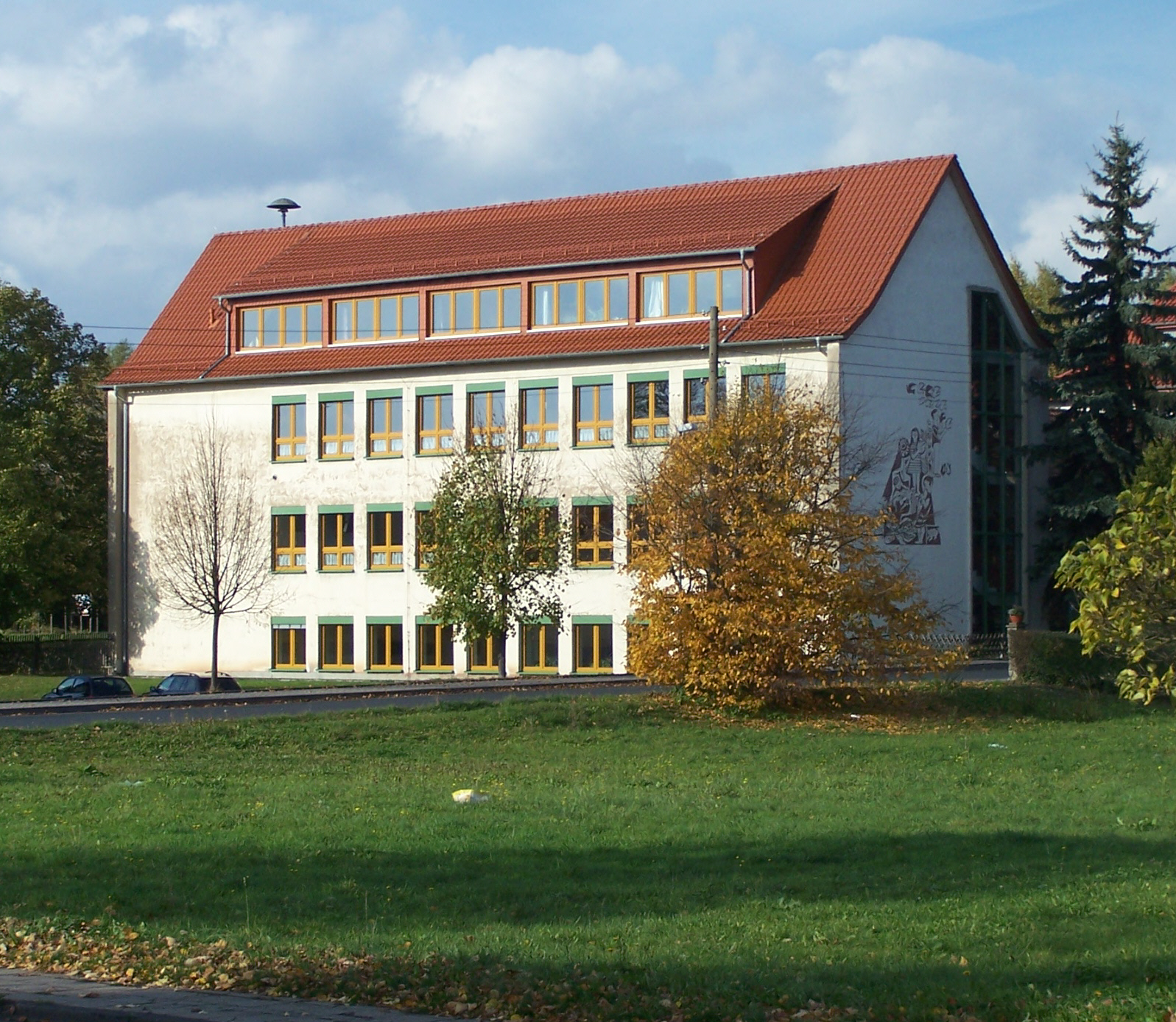
Schlossparkschule

In Marksuhl befindet sich die Schlossparkschule, eine Staatliche Regelschule. Die Volkshochschule Wartburgkreis hält Kursangebote in ihrer Außenstelle in Marksuhl bereit.

## Verkehrsanbindung

### Straßenverkehr
Marksuhl liegt an der Bundesstraße B 84 zwischen Eisenach und Vacha sowie an der Landesstraße 1023 zwischen der Bundesstraße B 19 bei Waldfisch und der Landesgrenze bei Berka/Werra mit Verbindung zur Bundesautobahn A 4. Die Anschlussstellen an die A 4 sind 14 km (AS Gerstungen) und 19 km (AS Eisenach-West) entfernt. Das Gewerbegebiet Im Meilesfelde, der Bahnhof Marksuhl, der Meileshof und Burkhardtroda werden über die Kreisstraße 9 erreicht.

### Bahn und Bus
Der Bahnhof Marksuhl liegt an der Bahnstrecke Eisenach-Meiningen. Dort verkehren im Taktfahrplan Züge der Süd-Thüringen-Bahn. Die Fahrzeit von und nach Eisenach beträgt jeweils 12 Minuten, dort besteht Anschluss an das Intercity- und ICE-Netz der Deutschen Bahn.
Das Verkehrsunternehmen Wartburgmobil bedient Marksuhl mit Bussen im Linienverkehr, hauptsächlich als Schulbusse.
- Eisenach – Tann (Linie 110)
- Eisenach – Kupfersuhl (Linie 119)
- Eisenach – Großensee (Linie 180)
- Eisenach – Gerstungen (Linie 183)